# Alexandre Bogdanov
Pour les articles homonymes, voir Bogdanov.
 (février 2012).
Si vous disposez d'ouvrages ou d'articles de référence ou si vous connaissez des sites web de qualité traitant du thème abordé ici, merci de compléter l'article en donnant les références utiles à sa vérifiabilité et en les liant à la section « Notes et références ».
Alexandre Alexandrovitch Bogdanov (en russe : Александр Александрович Богданов), de son vrai nom Alexandre Malinovski, né le 10 août 1873 (22 août 1873 dans le calendrier grégorien) à Sokółka dans le gouvernement de Grodno (Empire russe, aujourd'hui en Biélorussie) et mort le 7 avril 1928 à Moscou, est un médecin, économiste, écrivain et homme politique russe.

## De l’étudiant au révolutionnaire marxiste
Le jeune Alexandre Malinovski est issu d’une famille de petits fonctionnaires d’origine biélorusse. Son père est professeur de physique au lycée de Toula. Précoce, il y fréquente très jeune la bibliothèque et les laboratoires de l’établissement avant d’y être intégré comme boursier. À l'école secondaire, il fait preuve d’indéniables dons intellectuels, mais accepte mal l’organisation militaire du lieu[réf. nécessaire]. Elle le pousse très tôt, selon lui, à refuser toute autorité et à embrasser sans hésitation le credo révolutionnaire.
Sous l’influence de son frère aîné, Alexandre s’inscrit en 1891 à la faculté des sciences de Moscou, mais son parcours s’interrompt brutalement trois ans plus tard lorsque la police tsariste l’arrête pour sa participation à une société étudiante non autorisée. Il retourne à Toula, date à laquelle, peu intéressé par un populisme alors en perte de vitesse dans les milieux intellectuels russes[réf. nécessaire], il rejoint les rangs du Parti ouvrier social-démocrate de Russie, d’inspiration marxiste.
L’année suivante, Malinovski s’inscrit à la faculté de médecine de l'université de Kharkov. Il mène en parallèle de ses études des actions de propagande auprès des ouvriers. Il rédige alors – fruit de ses conférences auprès des classes laborieuses – un Cours d’économie politique, publié en 1897, dont Lénine vantera les mérites, indiquant que ce livre est une « remarquable expression de notre littérature économique ». Au-delà des questions économiques, il s’intéresse aussi, et de plus en plus, à la philosophie. Il publie en 1899 les Éléments fondamentaux d’une conception historique de la nature, ouvrage d’inspiration nietzschéenne qui s’oppose aux idées défendues alors par un POSDR largement influencé par la logique kantienne.
Cette même année, Alexandre Malinovski est diplômé de médecine. Ce succès s’accompagne d’une nouvelle arrestation plus sévère que la précédente car suivie d’un emprisonnement, d’abord à Moscou, puis à Vologda où il est exilé pour trois ans. Il y assume par périodes les fonctions de médecin à l’hôpital psychiatrique mais il côtoie surtout de nombreux intellectuels qui ont subi le même sort que lui - Nicolas Berdiaev, Vladimir Alexandrovich Bazarov, Anatoli Vassilievitch Lounatcharsky – et qui compteront durablement dans son parcours intellectuel. Durant cette période, Malinovski, qui choisit alors le pseudonyme de Bogdanov, lit intensément, écrit tout autant et approfondit des idées philosophiques, souvent originales et subtiles.

## Du théoricien à l’activiste bolchévique
Bogdanov rejoint la faction bolchévique en 1903, avant de devenir aussitôt, à sa libération, l’éditeur de la Pravda publiée à Moscou. L’année suivante, il publie (en collaboration avec Lounatcharski et Bazarov) ses Essais d’une conception réaliste du monde. Outre cette prolifique activité d’édition, il joue à partir de cet instant un rôle important au sein du POSDR aux côtés de Lénine qu'il rencontre en Suisse en 1904, ami et rival sur le front des idées philosophiques. Il ose une ambitieuse synthèse des travaux de Mach, d’Ostwald et surtout d’Avenarius, universitaire suisse, inventeur de l’empirio-criticisme alors très à la mode dans les milieux intellectuels marxistes.
À cette époque, Bogdanov est au premier plan des responsabilités politiques. Membre du Comité Central créé à Londres en mai 1905, il assure un rôle stratégique lors de la révolution qui éclate aussitôt en Russie. Premier bolchévique à l’intérieur de l’empire, il dirige cette faction dans un parti alors brièvement contrôlé par les menchéviques. Arrêté une nouvelle fois en décembre 1905, Bogdanov peut cependant échapper à l’emprisonnement en choisissant l’exil. Il rejoint Lénine à Kuokkala, en Finlande (en Carélie, aujourd'hui, Repino, cité russe près de Saint-Pétersbourg). Habitant dans la même maison, Lénine au rez-de-chaussée, lui-même à l’étage, les deux hommes collaborent à diverses publications et veillent au positionnement politique des doumas successives élues après la Révolution de 1905.
En 1907, le désaccord stratégique entre les deux leaders est consommé. Bogdanov, soutenu par la majorité du Parti, prône le boycott des institutions légales (la Douma) dans le journal Vperiod, qu’il dirige (fraction otzoviste (en)), avec ses amis Gorki et de Lounatcharski. Il est alors, durant une brève période, le chef de file du mouvement bolchévique, mais ce succès exercé au détriment de Lénine, est de courte durée. Attachés à saper le terrain sur lequel il construit son autorité, ses adversaires, au sein du POSDR, mènent d’abord le combat contre ses idées philosophiques. Ainsi, la même année, en 1908, deux ouvrages majeurs attaquent efficacement les idées de Bogdanov. Le premier, le Matérialisme militant, du menchevik Georgui Plekhanov rencontre les motivations de Matérialisme et empirio-criticisme de Lénine publié la même année.
Dans son journal, Bogdanov insiste sur la fonction organisatrice de la culture qui doit être l'expression de la " solidarité des camarades ", d'une société prolétarienne créant une " civilisation prolétarienne ".
En deux ans, jusqu’à son éviction du Comité Central en 1911, Bogdanov est peu à peu mis à l’écart. Il se réfugie, avec le soutien de Gorki et de Lounatcharski, en Italie puis en France, animant avec ses amis diverses séances de « l’École de Capri » puis « de Bologne », non sans subir des critiques acerbes de ses anciens camarades bolchéviks. De 1909 à 1912, il codirige la tendance Vpered (en) et son journal.
Après ces épisodes, Bogdanov prend du champ et s’éloigne définitivement de l’action politique directe. Il ne participe plus qu’à quelques publications, notamment celles que dirige avec beaucoup d’énergie son ami et beau-frère Lounatcharski. En 1913, le tricentenaire de la dynastie des Romanov est l’occasion d’une amnistie générale pour tous les auteurs de délits de presse. Bogdanov, comme son ami Gorki, profitent aussitôt de cette possibilité de retour en Russie.

## Du savant au médecin visionnaire
La guerre de 1914 le surprend dans cette position de repli. Mobilisé comme médecin militaire, il accomplit diverses missions tout en écrivant des articles de propagande qui n’ont, pour autant, plus de lien avec son activisme passé. Restant à l’écart du mouvement jusqu’en 1917, tout en étant proche du nouveau pouvoir, il refuse toutes les offres qui lui sont faites de jouer un rôle dans des instances dirigeantes qu’il n’hésite pas à critiquer pour leur aspect despotique. Il se consacre aux écrits philosophiques, construisant un traité, probablement la plus originale de ses œuvres, sur la tectologie, science universelle de l’organisation qui anticipe une cybernétique qui connaîtra un grand succès un demi-siècle plus tard.
En 1918, il devient professeur d’économie à l’université de Moscou et directeur de la nouvelle académie des sciences sociales. Outre ses travaux scientifiques - il traduit aussi les œuvres des Marx et d’Engels et devient membre du directoire du Sovnarkhoze (conseil de l’économie nationale) - il soutient à cette époque le mouvement Proletkoult qu’il a contribué à développer à l’époque de l’école de Capri et qui prône la destruction totale de la « vieille culture bourgeoise » en faveur d’une « pure culture prolétarienne ». D’abord soutenu par le parti, ce mouvement est ensuite combattu vigoureusement, notamment dans les colonnes de la Pravda. En 1922, il est envoyé comme conseiller à l’ambassade de Russie à Londres. Il en profite pour visiter les établissements hospitaliers et acquérir des instruments médicaux modernes.
À l’été 1923, Bogdanov est arrêté par la Guépéou (GPU), police d’État qui succède alors à la Tchéka. Il est enfermé durant cinq semaines à la Loubianka pour sa supposée participation à un groupe de dissidents bolchéviques dit « vérité des travailleurs » apparu à l’occasion de l’établissement de la NEP en 1921 mais qui surtout s’élevait contre les pratiques autoritaires du nouveau pouvoir. Ce dernier, très soucieux de tuer dans l’œuf les résistances, qualifia rapidement ces opposants de « menchéviques » avant de les liquider définitivement. Libéré, peut-être avec le soutien de Staline, Bogdanov se tourne alors définitivement vers la médecine et se spécialise dans la recherche sanguine qu’il avait abordée lors de son séjour en Grande-Bretagne.
Sur le plan scientifique, les motivations de Bogdanov dans ce domaine restent controversées. Certaines sources indiquent que ses explorations visent de curieuses possibilités de régénération physique alors même que l’apport de ses travaux, dans une Union soviétique encore déstabilisée par la révolution et la Guerre Civile, apparaît inférieur à celui des recherches occidentales à la même époque. En 1923, plus de vingt ans après les découvertes de Landsteiner sur le système ABO, Bogdanov explore les transfusions sanguines. Il se soumet lui-même, à intervalles réguliers, à ces protocoles de recherche recevant un grand nombre de transfusions dont il remarque les effets positifs sur son organisme, l’amélioration de sa vue, le ralentissement de sa calvitie. Son vieil ami Leonid Krassine indique même, dans une lettre à son épouse, que le médecin, après ces opérations, paraît rajeuni d'une dizaine d’années. Pour autant, en dépit de ces approximations contestables, Bogdanov reçoit, sans doute au titre de l’innovation à la forte symbolique révolutionnaire, le soutien des autorités, notamment celui de l’académie de médecine de Moscou. Il lance ainsi en 1925 l’idée d’un institut spécialisé dans la transfusion sanguine. Créé en mai 1926, innovation mondiale à cette époque, il prendra légitimement, après sa mort, le nom de son fondateur.
Durant deux ans, les transfusions réalisées à l’institut dépassent la centaine. En mars 1928, à cinquante-cinq ans, Bogdanov tente l’échange de son sang avec celui d’un étudiant atteint de malaria et d’une forme bénigne de tuberculose. Peu après une réaction négative, mortelle, apparaît. Quinze jours plus tard, après une longue agonie qu'il observe et qu’il enregistre scrupuleusement, Bogdanov décède. Ses funérailles sont une occasion pour le Parti de saluer les qualités du savant. Son représentant, Nikolaï Boukharine, lyrique, exalte devant la foule la grandeur de cette « mort tragique et magnifique ».

## Influence sur la pensée soviétique
Les diverses fonctions qu'a pu assumer Bogdanov (médecin, économiste, philosophe, écrivain de science fiction, précurseur de la cybernétique, poète, professeur, homme politique, révolutionnaire) permettent de le rapprocher de Mikhaïl Lomonossov, touche-à-tout considéré comme un intellectuel éclectique dans la Russie du XVIIIe siècle. L’impact de Bogdanov n’atteint pas celui de son prédécesseur, mais son influence sur l’histoire de l’Union soviétique aux premiers temps du bolchévisme est importante[réf. nécessaire].
Bogdanov joue jeu égal avec Lénine, d’abord sur le terrain philosophique et l’exégèse marxiste[réf. nécessaire], espaces dans lesquels le leader bolchévique puise l’essentiel de son autorité aux premiers temps du POSDR. Les écrits de Vladimir Illitch, en réfutation des thèses de son rival, démontrent par leur violence et leur volume qu’il craint Bogdanov par l’influence qu'il pourrait avoir sur le Parti[réf. nécessaire]. D'une part, il refuse son interprétation du marxisme — argument souvent mobilisé par Lénine contre ses adversaires — ; d'autre part il conteste ses choix stratégiques. Le radicalisme des « oztovistes » ne pouvait que conduire à la marginalisation du mouvement[réf. nécessaire]. L’échec de son leader a eu pour conséquence la fin de l’influence politique de Bogdanov.
Lilian Truchon, du Cercle universitaire d'études marxistes, met en avant la théorie des deux sciences que lance Alexandre Bogdanov, cité par Lénine au début du XXe siècle : « Il n’existe pas de critère de la "vérité objective" [...] ; la vérité est une forme idéologique : une forme, organisatrice, de l’expérience ». Bogdanov proclame également que « la science peut être bourgeoise ou prolétarienne par sa "nature" même ». 

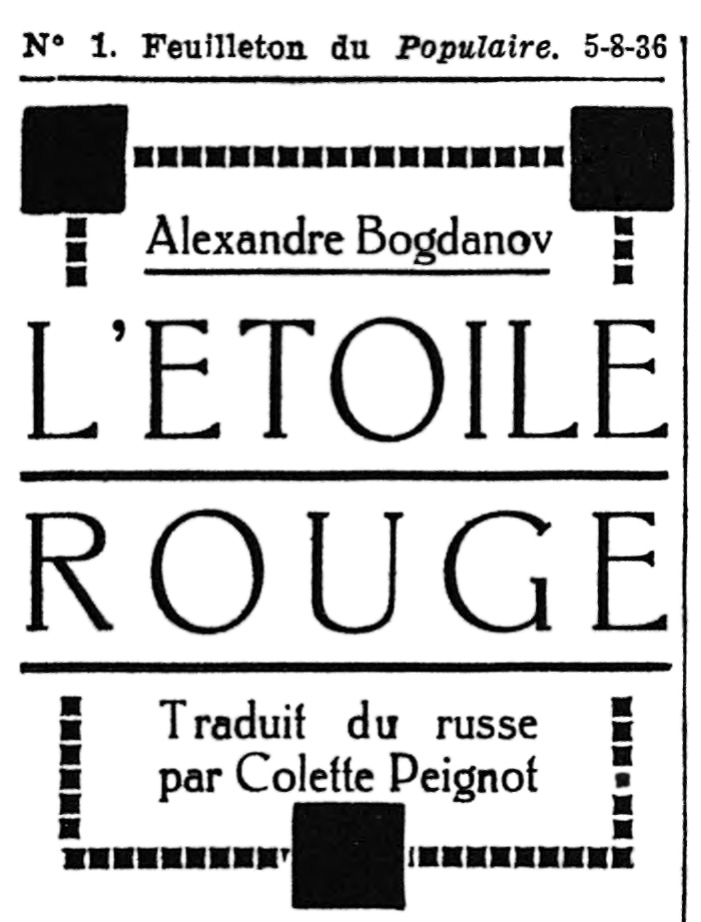
Publicité pour l'ouvrage L'étoile rouge de Alexandre Bogdanov, traduit du russe par Colette Peignot, paru en feuilleton dans Le Populaire en août 1936

Sur le plan intellectuel, certains de ses travaux semblent avoir eu une importance plus grande[réf. nécessaire]. L’apport le plus important de Bogdanov concerne l'économie à travers l'introduction de sa « tectologie ». Cette idée d’une science universelle, qui préfigure la cybernétique, est également à l’origine de schémas mathématiques et de structurations logiques qui seront utilisées par la planification économique d’État, installée en URSS dès les années 1920. On sait que beaucoup de proches de Bogdanov, parfois alliés au menchévisme, ont travaillé à la direction du Gosplan[réf. nécessaire], en premier lieu Vladimir Alexandrovich Bazarov qui a repris, dans le domaine de la maîtrise de l’économie, divers principes abordés par la « tectologie ».
Cette science de l'organisation transparaît dans le roman de science-fiction L’Étoile rouge, qui a été un succès éditorial — il sera tiré, à partir de 1908, à plusieurs centaines de milliers d’exemplaires —. Il présente un mode de fonctionnement social et industriel extra-terrestre préfigurant le monde jugé parfait d'un socialisme réalisé, préfigurant également le courant de pensée du cyber-socialisme. Immuable et éternelle, l'organisation planifiée décrite dans ce livre contient de nombreux rappels aux travaux antérieurs de Bogdanov, y compris dans les nombreuses références qui lient l'immortalité aux effets possibles des transfusions sanguines. Ce dernier aspect, qui exprime une obsession presque pathologique de ce concept, donne une interprétation des conditions de la disparition de son auteur, qu'il faut replacer dans la genèse du culte rendu à Lénine par les Soviétiques après sa mort. Embaumé, momifié, prêt à la résurrection dans son mausolée, le leader bolchévique symbolise l'éternité du régime communiste que deux amis d'Alexander Bogdanov, Krassine et Lounatcharski, ont alors théorisé et réalisé au bénéfice de Staline.

### Sources
- Encyclopédie Universalis, édition de 1977. Notices biographiques.